# 西岡秀雄
西岡 秀雄（にしおか ひでお、1913年10月6日 - 2011年8月1日）は、日本の考古学者、人文地理学者。慶應義塾大学名誉教授。

## 来歴
仙台生まれ。1939年に慶應義塾大学文学部史学科卒業。1948年に慶應義塾大学予科講師、1956年に慶大助教授、1964年に教授、1979年に定年退任、名誉教授、大田区立郷土博物館館長に就任。2001年に退任。
1980年に東京都文化功労者。日本トイレ協会名誉会長、大森貝塚保存会名誉会長、日本旅行作家協会名誉会員なども務める。

## 親族
音楽学者の西岡信雄は長男。

## 著作
- 『寒暖の歴史 日本気候七百年週期説』好学社 1949
- 『日本における性神の史的研究 考古学・民族学的考察』潮流社 1950
- 『性神大成 日本における性器崇拝の史的研究』妙義出版 1956
- 『人文地理学』小川書店 1957
- 『助教授のらくがき』小川書店 1960
- 『人文地理の教室 大学受験のための基礎知識』慶応通信 1961
- 『図説性の神々』実業之日本社 1961
- 『日本性神史』高橋書店 1961
- 『文化地理学』広文社 1961
- 『ユーモア教授のつれづれ』世界書院 1964
- 『世界の料理 風土と味覚』日本経済新聞社 日経新書 1965
- 『室内パーティゲーム入門 みんなですぐ楽しめる遊び方』明文社 ナンバーワン・ブックス 1971
- 『気候700年周期説 寒暖の歴史』好学社 1974
- 『七百年周期説による逆発想の日本史 天候異変が教えたもう一つの真実』ロングセラーズ ムックの本 1978
- 『酒と桜の民族』国鉄厚生事業協会 弥生叢書 1981
- 『日本人の源流をさぐる 民族移動をうながす気候変動』セントラル・プレス 1985
- 『トイレットペーパーの文化誌 人糞地理学入門』論創社 文化誌講座 1988
- 『民俗考古学』（ニュー・サイエンス社）1989年
- 『味でさぐる世界の文化 ヨーロッパ・中近東』（くもん出版）1990年
- 『<謎解き>あなたのルーツの不思議 おもしろ雑学博士』二見書房 二見wai wai文庫 1993
- 『東・西・南・北・右・左－方位のはなし』（北隆館）1996年
- 『絵解き世界のおもしろトイレ事情: さあ、あなたは何処の国のどんなトイレに遭遇するのでしょうか。』（日地出版）1998年
- 『寒暖700年周期説』（PHP研究所）2008年
- 『なぜ、日本人は桜の下で酒を飲みたくなるのか?』PHP研究所 2009

### 編著
- 『ふるさとの味ふるさとの旅. 第1 (東北・北海道の巻)』編 大門出版 1970

### 翻訳
- E.ハンチントン『文明の原動力』実業之日本社 1950

## 論文
- 西岡秀雄